# Porto do Funchal
O porto do Funchal é um dos principais portos de Portugal, sendo presentemente o porto nacional com maior movimentação de turistas e o 13.º a nível europeu. Fica localizado na baía da cidade do Funchal, na ilha da Madeira, a cerca de 15 minutos a pé do centro da cidade.
Durante décadas e até à II Guerra Mundial, a Madeira foi o ponto de passagem dos grandes paquetes oceânicos, devido à sua localização no centro do Atlântico, tendo constituído um importante porto de escala das rotas entre a Europa e os continentes africano e americano.
Uma das vantagens da Região Autónoma da Madeira que contribui para o seu sucesso no mercado turístico de cruzeiros foi a forte tradição turística, assente na tranquilidade e na segurança, a existência de equipamentos e serviços de apoio aos visitantes e a simpatia dos seus habitantes. Outras vantagens são os fatores de ordem geográfica como o ambiente, o clima e a localização geográfica.
O porto do Funchal faz parte de um circuito de cruzeiros que se desenvolvem entre a Madeira e as Ilhas Canárias e o Norte de África. Havendo também algumas linhas de tráfego que operam a partir do Mediterrâneo Ocidental ou da fachada atlântica da Europa, nomeadamente a partir de Lisboa.
O Funchal representa um importante porto de escala de viagens transoceânicas, ligadas ao reposicionamento anual dos navios entre os Estados Unidos e a Europa e vice-versa.

## História
Em 1756, foi estabelecida a exploração do porto do Funchal por Carta Régia emanada por José I de Portugal, na qual se dava "luz verde" ao início das obras para construção de um porto de abrigo. O primeiro cais de embarque do Funchal surgiu, assim, até ao ilhéu do Forte de São José, obra finalizada em 1762.
Só em 1890 o ilhéu do Forte de Nossa Senhora da Conceição foi ligado à primeira fase, aumentando, desta forma, a área de acostagem. Curiosamente, esta foi uma obra parcialmente destruída por temporais imediatamente a seguir à sua finalização o que obrigou a novas intervenções de reconstrução.
Em 1913 foi criada a Junta Autónoma da Obras do Porto do Funchal, porque o cais até ao Forte de Nossa Senhora da Conceição e os acessos viários entre a Pontinha e a Alfândega, tornavam premente a necessidade de criação de um organismo gestor da área portuária.
Em maio de 1933 foi concluída a construção do molhe da cidade e, em 1939 foi aumentado em 317 metros o cais de acostagem do Porto do Funchal. Obras de referência do início do século XX foram, igualmente, os diversos pequenos cais construídos à volta da ilha que facilitaram o abastecimento das populações.
Um tempo depois em 1955, foi concluída a construção de um cais próximo aos cais do Carvão: o Cais Regional, onde passaram a atracar os serviços de carga e passageiros dos "carreireiros" do Porto Santo. Em 1953 tinha já sido elaborado um projeto de ampliação do Porto do Funchal que consistiria no alargamento do cais em todo o seu comprimento e no seu prolongamento em mais 457 metros. A intervenção conclui-se em 1961. Ficaram nesta data criadas as estruturas fundamentais para o desenvolvimento daquele que é hoje o Porto do Funchal.
Em 2004 foi aprovado o Plano Diretor do Porto do Funchal, pelo qual se define o seu futuro como um porto exclusivamente dedicado ao turismo de cruzeiros e atividades náuticas, libertando a cidade do Funchal da movimentação e transporte de carga.

## Estatística portuária
No quadro seguinte, podem consultar-se as estatísticas sobre o movimento anual de navios de cruzeiro e de passageiros no Porto do Funchal:
| Ano  | Escalas de cruzeiros | Passageiros por proveniência | Passageiros por proveniência | Passageiros por proveniência | Passageiros por proveniência | Passageiros por proveniência | Ref           |
| Ano  | Escalas de cruzeiros | Cruzeiros                    | Ferryboats                   | Ferryboats                   | Ferryboats                   | Total                        | Ref           |
| Ano  | Escalas de cruzeiros | Cruzeiros                    | Porto Santo                  | Portimão                     | Canárias                     | Total                        | Ref           |
| ---- | -------------------- | ---------------------------- | ---------------------------- | ---------------------------- | ---------------------------- | ---------------------------- | ------------- |
| 2006 | 248                  | 294 326                      | 322 370                      | —                            | 4 583                        | 621 279                      | [ 5 ]         |
| 2007 | 262                  | 337 421                      | 346 661                      | —                            | 9 074                        | 693 156                      | [ 5 ]         |
| 2008 | 270                  | 405 306                      | 349 854                      | 16 013                       | 10 010                       | 781 183                      | [ 5 ]         |
| 2009 | 277                  | 435 821                      | 359 540                      | 23 730                       | 13 958                       | 833 049                      | [ 5 ]         |
| 2010 | 294                  | 492 500                      | 311 245                      | 22 308                       | 14 441                       | 840 494                      | [ 5 ]         |
| 2011 | 303                  | 540 178                      | 291 549                      | 20 164                       | 12 372                       | 864 263                      | [ 5 ] [ 6 ]   |
| 2012 | 336                  | 592 939                      | 253 520                      | 1 047                        | 340                          | 847 846                      | [ 5 ] [ 7 ]   |
| 2013 | 286                  | 475 826                      | 248 623                      | —                            | —                            | 724 449                      | [ 5 ] [ 8 ]   |
| 2014 | 283                  | 475 955                      | 251 979                      | —                            | —                            | 727 934                      | [ 5 ] [ 9 ]   |
| 2015 | 308                  | 578 492                      | 267 541                      | —                            | —                            | 846 033                      | [ 5 ] [ 10 ]  |
| 2016 | 294                  | 520 168                      | 314 189                      | —                            | —                            | 834 357                      | [ 11 ] [ 12 ] |
| 2017 | 289                  | 539 192                      | 338 277                      | —                            | —                            | 877 469                      | [ 13 ] [ 14 ] |
| 2018 | 283                  | 537 851                      | 337 329                      | 10 609                       | 1 247                        | 887 036                      | [ 1 ] [ 15 ]  |
| 2019 | 291                  | 591 823                      | Por anunciar                 | Por anunciar                 | Por anunciar                 | Por anunciar                 | [ 16 ]        |
| 2020 | Por anunciar         | Por anunciar                 | Por anunciar                 | Por anunciar                 | Por anunciar                 | Por anunciar                 |               |